# ATC kod N03
ATC kod N03 Antiepileptici su terapeutska podgrupa sistema za anatomsko terapeutsko hemijsku klasifikaciju. Ovaj sistem alfanumeričkih kodova je razvio  za klasifikaciju lekova i drugih medicinskih proizvoda.  Podgrupa N03 je deo anatomske grupe N Nervni sistem.

Kodovi za veterinarsku upotrebu (ATCvet kodovi) se mogu formirati stavljanjem slova Q ispred humanih ATC kodova: QN03... 
Nacionalna izdanja ATC klasifikacije mogu da obuhvataju dodatne kodove koji nisu prisutni na ovoj listi.

## N03AAntiepileptici

### N03AABarbituratii derivati
N03AA01 Metilfenobarbital
N03AA02 Fenobarbital
N03AA03 Primidon
N03AA04 Barbeksaklon
N03AA30 Metarbital

### N03ABHidantoinskiderivati
N03AB01 Etotoin
N03AB02 Fenitoin
N03AB03 Amino(difenilhidantoin) valerinska kiselina
N03AB04 Mefenitoin
N03AB05 Fosfenitoin
N03AB52 Fenitoin, kombinacije
N03AB54 Mefenitoin, kombinacije

### N03ACOksazolidinskiderivati
N03AC01 Parametadion
N03AC02 Trimetadion
N03AC03 Etadion

### N03ADSukcinimidniderivati
N03AD01 Etosuksimid
N03AD02 Fensuksimid
N03AD03 Mesuksimid
N03AD51 Etosuksimid, kombinacije

### N03AEBenzodiazepinskiderivati
N03AE01 Klonazepam

### N03AFKarboksamidniderivati
N03AF01 Karbamazepin
N03AF02 Okskarbazepin
N03AF03 Rufinamid
N03AF04 Eslikarbazepin

### N03AGMasno kiselinskiderivati
N03AG01 Valproinska kiselina
N03AG02 Valpromid
N03AG03 Aminobutirna kiselina
N03AG04 Vigabatrin
N03AG05 Progabid
N03AG06 Tiagabin

### N03AX Drugi antiepileptici
N03AX03 Sultiam
N03AX07 Fenacemid
N03AX09 Lamotrigin
N03AX10 Felbamat
N03AX11 Topiramat
N03AX12 Gabapentin
N03AX13 Feneturid
N03AX14 Levetiracetam
N03AX15 Zonisamid
N03AX16 Pregabalin
N03AX17 Stiripentol
N03AX18 Lakosamid
N03AX19 Karisbamat
N03AX21 Retigabin
N03AX22 Perampanel
N03AX30 Beklamid
QN03AX90 Imepitoin